# Leon Piniński
Leon Jan Piniński (8. března 1857 Lvov – 4. dubna 1938 Lvov) byl rakouský politik, právník a vysokoškolský pedagog polské národnosti z Haliče, na konci 19. století poslanec Říšské rady, pak místodržící Haliče.

## Biografie

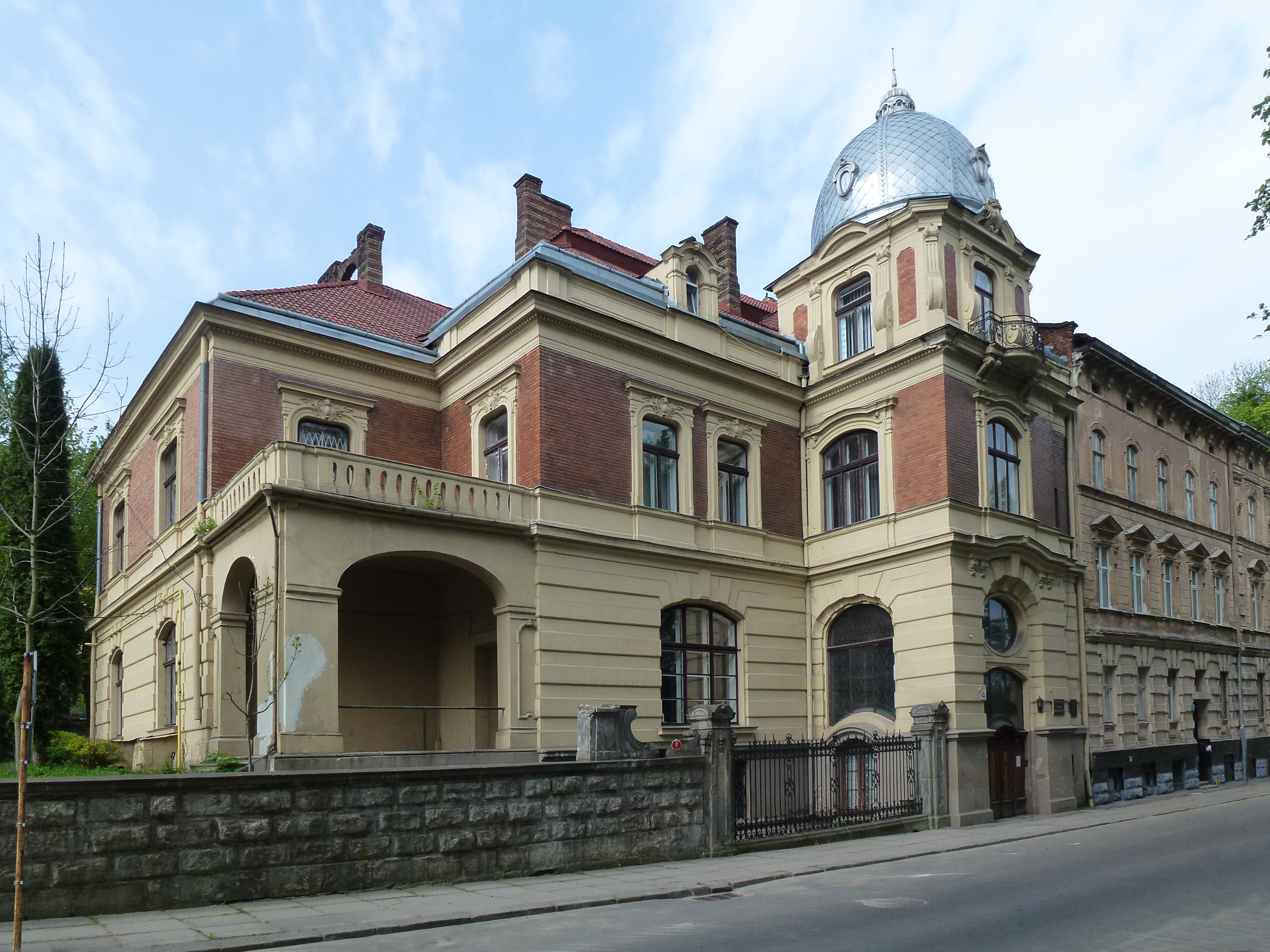
Vila Leona Pinińského ve Lvově.

Vystudoval práva na Lvovské univerzitě, Vídeňské univerzitě, Lipské univerzitě a Berlínské univerzitě. Roku 1880 získal titul doktora práv. V roce 1886 se stal privátním docentem a roku 1891 profesorem římského práva na Lvovské univerzitě. V roce 1928/1929 byl rektorem univerzity. Patřil mezi přední znalce římského, civilního i trestního práva. Kromě toho se zabýval sběrem uměleckých předmětů, které odkázal po své smrti veřejným sbírkám. Organizoval muzea a od roku 1908 byl správcem uměleckého muzea ve Vídni.
Byl aktivní i politicky. Jako konzervativní statkář patřil do politického proudu Podolacy. V letech 1888–1898 zasedal coby poslanec Haličského zemského sněmu.
V 80. letech 19. století se zapojil i do celostátní politiky. V doplňovacích volbách roku 1889 získal mandát na Říšské radě za kurii velkostatkářskou v Haliči. Slib složil 30. ledna 1889. Mandát obhájil v řádných volbách do Říšské rady roku 1891, nyní za kurii venkovských obcí, obvod Tarnopol, Skalat atd. Zvolen byl za týž obvod i ve volbách do Říšské rady roku 1897. V průběhu funkčního období parlamentu rezignoval na poslanecké křeslo a nahradil ho Emil Hladyšovskyj. Profesně byl k roku 1897 uváděn jako univerzitní profesor, člen říšského soudu a statkář ve Lvově. V rejstříku poslanců z roku 1898 již nefiguruje.

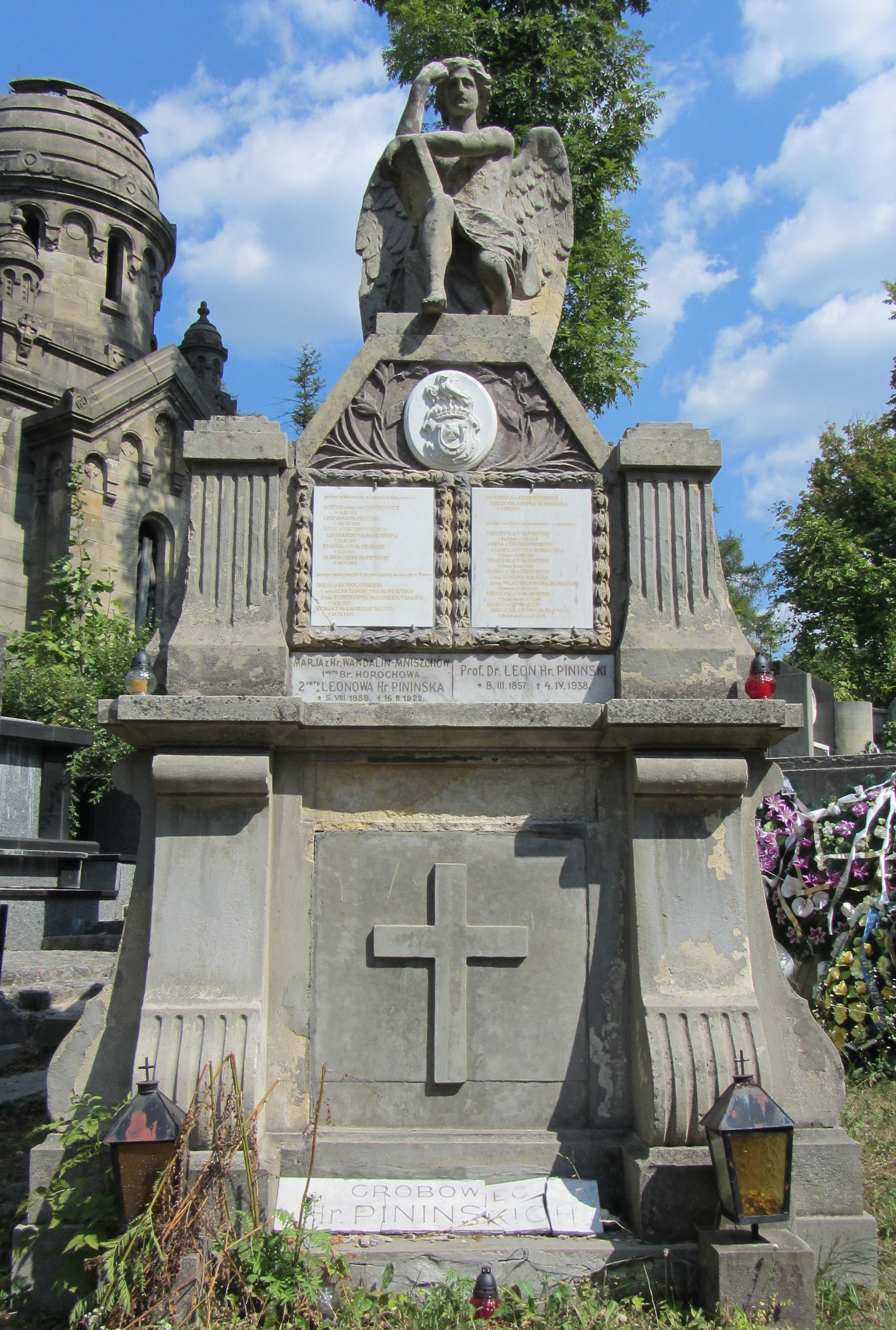
Hrob Leona Pinińského ve Lvově.

V letech 1898–1903 vystřídal parlamentní činnost za vysokou funkci ve státní správě. Působil totiž jako místodržící Haliče. V období let 1903–1918 potom zasedal jako člen Panské sněmovny (jmenovaná horní komora Říšské rady). Sympatizoval se stranou Narodowa Demokracja (tzv. Endecja). Byl oponentem sociálně demokratického hnutí i ukrajinských národovců. Odmítal reformy volebního práva na celostátní i haličské úrovni a čelil proto kritice demokratických a liberálních proudů. Když se haličským místodržícím stal v letech 1908–1913 Michał Bobrzyński, působil Piniński naopak v opozici. V Panské sněmovně zastupoval širší parlamentní frakci Polský klub.
Za světové války se angažoval ve vrcholných orgánech polské politiky. Po ruském záboru zůstal ve Lvově. Po roce 1918 působil převážně na akademické půdě.
Jeho bratrem byl politik Mieczysław Piniński. I další bratr Stanisław Piniński byl aktivním politikem.